# Rendezvous (2013)
Rendezvous ist nach Hotel Metamorphosis und Zu dir? der dritte Film und Diplomfilm der Regisseurin Sylvia Borges an der Kunsthochschule für Medien aus dem Jahr 2013. Er entstand in Kooperation mit Zuendel Film UG, dem süddeutschen Sender Bayerischer Rundfunk und dem deutsch-französischen Sender Arte. Unterstützt wurde die Produktion von der Film- und Medienstiftung NRW.

## Inhalt
Carla (Mitte 20) stürzt sich kopfüber in eine Amour fou. Als Jacob (Ende 40) sie anruft und Carla bittet nach Paris zu kommen, kündigt sie ihr Praktikum in einer Werbeagentur, lässt alles stehen und liegen und reist mit dem letzten Geld in der Tasche per Anhalter nach Paris. Sie kennt diesen Mann nur von einigen kurzen Treffen, doch sie würde alles tun, um ihn wiederzusehen und ihm zu gefallen.
Auf der Fahrt träumt sie von ihrem Rendezvous in der „Stadt der Liebe“. Doch in Paris angekommen, erlebt sie eine überfüllte Metropole, die mehr mit sich beschäftigt ist, als mit Romantik und Poesie. Beim Treffen mit Jacob erweist sich auch die erträumte Zukunft als Trugbild.
Carla begräbt ihre falschen Träume und macht Platz für das, was sie tatsächlich umgibt. Sie kommt zu der Erkenntnis, dass eine Enttäuschung nicht nur den Verlust eines Traums bedeutet, sondern auch die Befreiung von einer Täuschung. Mit einem bitter-süßen Denkzettel schreibt sie sich zum Abschied in Jacobs Gedächtnis.

## Ausstrahlungen
Rendezvous wurde am 13. August 2014 von dem süddeutschen Sender Bayerischer Rundfunk im Rahmen seines Formats Kurzfilmnacht gezeigt. Teil des vorangehenden Magazins war ein Interview mit der Regisseurin Sylvia Borges, welches im Zuge des 15. Landshuter Kurzfilmfestivals aufgezeichnet wurde.
Rendezvous wurde am 19. Juni 2014 im Rahmen des Kurzfilm-Magazins Kurzschluss des deutsch-französischen Senders ARTE gezeigt.

## Festivalteilnahmen

### Deutschland
- 2014: 35. Max Ophüls Preis, Saarbrücken (Premiere und Wettbewerbsteilnahme)[3]
- 2014: 15. Landshuter Kurzfilmfestival (Wettbewerbsteilnahme Kurzfilm)[4]
- 2014: Independent Days 14 | Filmfest in Karlsruhe (Wettbewerbsteilnahme „Low-Budget“)[5]
- 2014: Off Space Cinema | Mädchenfilm 2014, St. Pauli, Hamburg[6]
- 2014: Shorts At Moonlight 2014 in Frankfurt/Main (Wettbewerbsteilnahme)[7]
- 2014: FilmSchauPlätze 2014, Monschau[8]
- 2014: Flingern Lichtspiele 2014, Düsseldorf[9]
- 2014: 7. filmzeitkaufbeuren, Kaufbeuren (Wettbewerbsteilnahme)[10]
- 2014: 8. Unlimited Film Festival, Köln (Wettbewerbsteilnahme „Kölner Fenster“)[11]

### International
- 2014: 13th Tiburon International Film Festival 2014, Tiburon, USA (Wettbewerbsteilnahme)[12]
- 2014: 38th World Film Festival, Montreal, Canada (Wettbewerbsteilnahme)[13]
- 2014: Golden Orchid International Animation Festival 2014, Pennsylvania, USA[14]
- 2014: 19th Portobello Free World Film Festival, London, UK (2. Platz in der Kategorie „Best Comedy“)[15]
- 2014: 9. SCENECS International Debut Filmfestival, Amersfoort, Niederlande (Wettbewerbsteilnahme)[16]
- 2014: Mumbai Women’s International Film Festival 2014, Mumbai, Indien (Wettbewerbsteilnahme)[17]

## Auszeichnungen
- 2014: 2. Platz in der Kategorie „Best Comedy“ beim 19th Portobello Free World Film Festival, London, UK